# 2010년 동계 올림픽 타지키스탄 선수단
2010년 동계 올림픽 타지키스탄 선수단은 캐나다 밴쿠버에서 개최된 2010년 동계 올림픽에 참가한 올림픽 타지키스탄 선수단이다.

## 알파인 스키
| 선수            | 종목            | 1차시기 | 2차시기 | 총계    | 순위 |
| --------------- | --------------- | ------- | ------- | ------- | ---- |
| 안드레이 드리진 | 남자 대회전     | 1:25.82 | 1:29.47 | 2:55.29 | 57   |
| 안드레이 드리진 | 남자 회전       | DNF     | DNF     | DNF     | DNF  |
| 안드레이 드리진 | 남자 활강       |         |         | 2:04.44 | 59   |
| 안드레이 드리진 | 남자 슈퍼대회전 |         |         | 1:38.03 | 44   |

## 범례
|  | 세계 신기록                  |  |                   | 아프리카 신기록 |                      | Q | 예선 통과 |
|  | 올림픽 신기록                |  | 북아메리카 신기록 | DNS             | 경기를 시작하지 않음 |   |           |
|  |                              |  | 아시아 신기록     | DNF             | 경기를 마치지 않음   |   |           |
|  | 국가 신기록                  |  | 유럽 신기록       | DSQ             | 실격                 |   |           |
|  | 개인 최고 기록 (개인 신기록) |  | 오세아니아 신기록 | WD              | 기권                 |   |           |
|  | 시즌 최고 기록 (시즌 신기록) |  | 남아메리카 신기록 | NM              | 기록 없음            |   |           |